# Cappelletta del Duca
La cappelletta del Duca è un oratorio votivo situato all'interno dell'omonima rotatoria situata tra la strada statale 12 dell'Abetone e del Brennero e la strada provinciale 5 Cavezzo-Camposanto, al confine tra i comuni di Medolla e San Prospero, in provincia di Modena e nel territorio del primo.
L'oratorio venne voluto come ex voto da Francesco V, ultimo duca di Modena, a seguito dell'attentato a cui scampò nel 1848.

## Storia

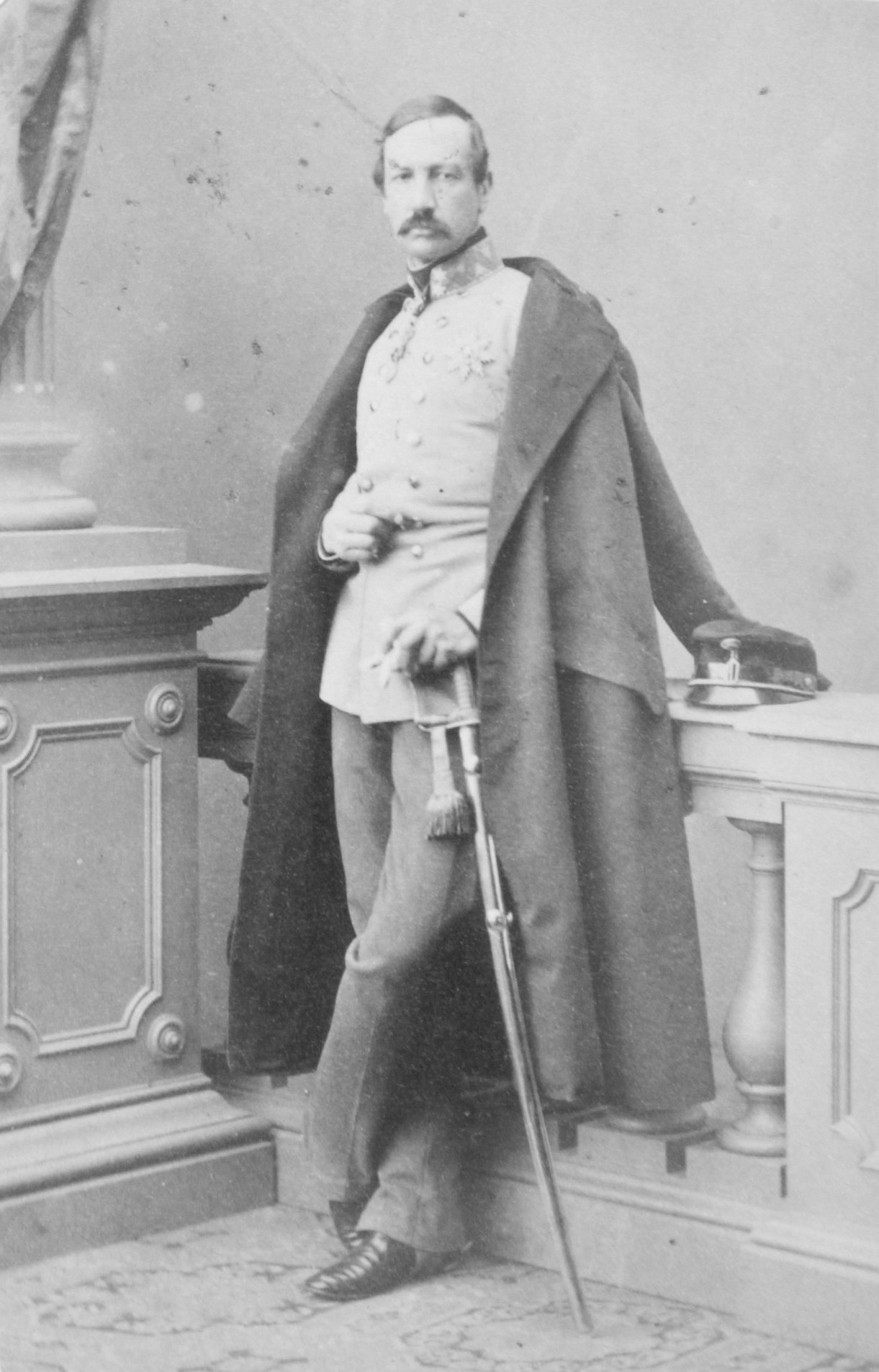
Il duca Francesco V di Modena

Il 16 novembre 1848 il duca Francesco V proveniva dalla villa Reale di San Felice sul Panaro e, giunto vicino all'osteria delle Tre Torri di Villafranca di Medolla, decise di sgranchire le gambe intirizzite dal freddo. Il giovane Luigi Rizzati, studente mazziniano della facoltà di Farmacia dell'Università di Modena che si trovava nelle vicinanze, vide il duca camminare a piedi vicino alla carrozza e decise all'improvviso di sparargli un colpo di fucile, che però andò a vuoto. L'attentatore venne in seguito arrestato dal maggiore Giovan Battista Guerra e dalla scorta armata del duca, il quale in seguito condannò l'attentatore a soli dieci anni di carcere, ritenendolo psichicamente labile.
Per ringraziare la Divina Provvidenza dello scampato pericolo, il duca Francesco V decise di far erigere una cappella votiva, la cui costruzione si protrasse per diversi anni, tanto che nel 1859 non era ancora terminata e non era ancora avvenuta la consacrazione.

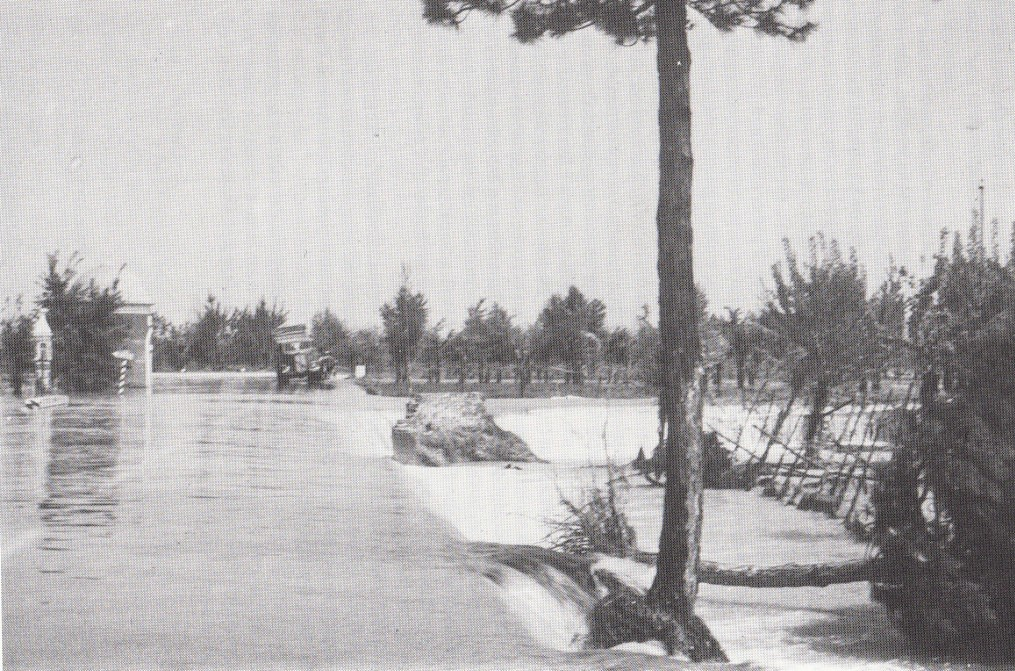
Alluvione del fiume Secchia alla Cappelletta del Duca (aprile 1960)

Il 13 maggio del 1898 l'amministrazione comunale di Medolla cedette la cappelletta al genio civile, che a sua volta la conferì all'ANAS ad uso deposito di attrezzi.
L'incrocio della cappelletta del Duca è stata in passato luogo di innumerevoli incidenti stradali mortali, favoriti dal lungo rettilineo proveniente da Camposanto e dal fatto di essere l'intersezione più trafficata della Bassa modenese, con 13.833 veicoli al giorno nel 2006. Dopo aver attivato un semaforo nel settembre 2002, nel 2008 l'amministrazione provinciale di Modena decise finalmente di realizzare una rotatoria, costata circa 1,3 milioni di euro e inaugurata l'8 aprile 2009.

## Architettura
L'oratorio si presenta in forma cilindrica con una cupola ricoperta da lastre di piombo.
Il fabbricato si trova all'interno di una rotatoria a due corsie avente il diametro di circa 86 metri.